# Anders Jivarp
Anders Mikael Jivarp (Göteborg, 18 luglio 1973) è un batterista svedese, noto per essere stato il batterista ufficiale della band melodic death metal svedese Dark Tranquillity fino al 2021.
Si è anche esibito nell'EP degli In Flames Subterranean.

## Discografia
Con Dark Tranquillity
- Skydancer (1993)
- The Gallery (1995)
- The Mind's I (1997)
- Projector (1999)
- Haven (2000
- Damage Done (2002)
- Character (2005)
- Fiction (2007)
- We Are the Void (2010)
- Construct (2013)
- Atoma (2016)
- Moment (2020)

Con In Flames
- Subterranean (1995)